# Truculentus
Truculentus (Le Brutal) est une pièce de l'auteur comique latin Plaute. Elle offre une peinture très précise des milieux de la prostitution. 